# Vrinnevilistan
Vrinnevilistan var ett läkardominerat politiskt parti som bildades inför det östgötska landstingsvalet 2006. Vrinnevilistan såg det som mycket viktigt att invånarna genom sitt engagemang hjälper till att hålla sjukvården levande i hela landstingsområdet och då speciellt i dess östra delar (där det största sjukhuset heter Vrinnevisjukhuset). Vrinnevilistan bildades för att arbeta med att skapa detta. Partiet lades ned 2014.
Partiet ställde upp för första gången till valet i Östergötlands läns landsting 2006. I valet erhöll partiet 30 % av rösterna i Norrköpings valkrets och 11 % i hela Östergötlands län. Det räckte till 12 mandat i landstingsfullmäktige. 2010 erhölls 7,42% av rösterna vilket gav 8 mandat.
Partiet beslutade på ett medlemsmöte i januari 2014 att inte ställa upp i landstingsvalet 2014, då partiet ansåg att det uppnått sina mål genom att rädda Vrinnevisjukhuset. Vid valet 2014 hade partiet inte beställt några valsedlar och fick endast 67 röster. De lämnade politiken och en del av dem blev lobbyister.